# بيت شائع (الخبت)

تعديل مصدري - تعديل

بيت شائع هي إحدى قرى عزلة الواسطة بمديرية الخبت التابعة لمحافظة المحويت، بلغ تعداد سكانها 327 نسمة حسب تعداد اليمن لعام 2004.